# Flóventssaga
Flóventssaga, también Flóvents saga Frakkakonungs  (La saga de Flóvent, rey de los francos), es una de las sagas caballerescas, fechada hacia el siglo XIII. Por su estilo probablemente no es una traducción, sino una adaptación al nórdico antiguo de una chanson de geste que hoy se considera perdida. La trama es un clásico, el rescate de una princesa (pagana) de manos de un caballero cristiano, su conversión y matrimonio con el héroe, la admiración entre compañeros de armas y consiguiente afición por matanzas y mutilaciones, así como cierta fobia de los infieles hacia los cristianos.